# Stop the War Coalition (Australien)
Die australische Stop the War Coalition (StWC) (deutsch: Stoppt-den-Krieg-Koalition) ist die Parallelorganisation zur englischen Stop the War Coalition. Die australische Antikriegs-Organisation, die sich im Jahre 2003 in Sydney und 2004 in Melbourne hauptsächlich als Reaktion auf den von den USA geführten Krieg im Irak (2003) und Afghanistan (2001) bildete, ist gegen den War on Terror (Krieg gegen Terror), in den die Australische Regierung als Alliierte stark eingebunden ist.
Die StWC organisierte den größten massenhaften Protest in Australien, an dem sich mehr als eine Million Menschen am weltweiten Antikriegstag am 15. Februar 2003 beteiligten, als eine Antwort auf den unmittelbar bevorstehenden Angriff der Koalition der Willigen.

## Kampagnen

### Protest gegen Barack Obama
Die StWC war an der Organisation des Protests gegen den US-Präsidenten Barack Obama beteiligt, der Australien im März 2010 besuchte. Sie kritisierte die Obama-Regierung für die dramatische Eskalation des Afghanistankriegs („dramatically escalating the war in Afghanistan“), da diese bis dahin den Abwurf von mehr Fliegerbomben und mehr gezielte Attentate auf Personen in Pakistan als der frühere US-Präsident George W. Bush in seiner gesamten Regierungszeit angeordnet hatte. StWC bezichtigte auch die US-Regierung, die von der Demokratischen Partei geführt wird, militärische Drohungen gegen den Iran und Bombendrohungen gegen den Jemen auszusprechen. Die Antikriegsorganisation missbilligte die von der US- als auch die von der australischen Labourregierung von Kevin Rudd ausgesprochenen Drohungen Israels gegen Palästina.

### Irak- und Afghanistankrieg
In der Vergangenheit war die StWC daran beteiligt, Menschen gegen die an der Regierung befindliche konservative liberale Partei Australiens („Liberal Party of Australia“) des Premierministers John Howard und gegen seine starke Unterstützung der militärischen Besetzung des Iraks und Afghanistans sowie die Unterstützung des US-Kriegs durch die australische Rudd-Regierung der australischen Arbeiterpartei („Australian Labor Party“) zu mobilisieren, um den kompletten Rückzug des Militärpersonals aus beiden Ländern und den Ersatz des australischen Militärs durch australische Hilfskräfte zu erreichen („the complete withdrawal of military personnel from both countries and for Australian military spending to be replaced by Australian aid to those countries“).

### Krieg gegen den Terror
Die StWC protestierte gegen das von der australischen Regierung geplante umstrittene Gesetz Australian Anti-Terrorism Act 2005, welches durch das Australische Parliament am 6. Dezember 2005 verabschiedet wurde. Das Gesetz beinhaltete das Gesetz gegen aufrührerische Bestrebungen aus dem Jahre 1960. Australian Associated Press und der Sydney Morning Herald berichteten, dass in Sydney 1.000 Personen einen Tag vor Verabschiedung des Gesetzes protestierten.
Die StWC war eine von vielen Organisationen, die gegen die Inhaftierung von Häftlingen protestierte, wie David Hicks und Mamdouh Habib, die ohne Gerichtsurteil auf Guantanamo Bay festgesetzt wurden. Sie unterstützte auch die Kampagne für Joseph Terrence Thomas, der der erste Australier war, der unter die Anti-Terrorismusgesetze fiel, und für Mohamed Haneef, einem indischen Arzt, der beschuldigt wurde, an der Planung eines Terrorismusakts beteiligt gewesen zu sein, und ein Arbeitsvisum durch den australischen Einwanderungsminister Kevin Andrews erhalten hatte. Die StWC beschuldigte die australische Regierung, rassistische antiarabische und antimuslimische Angriffe zu führen und Ausreden anlässlich vorgetragener Fälle vorzubringen. Nach den Rassenunruhen in Cronulla im Jahre 2005 verglich der Vertreter von StWC Pip Hinman das politische Klima mit dem Klima des antiasiatischen Rassismus während der White Australia Policy und gab der Regierung die Schuld für diese Auseinandersetzung; darüber hinaus klagte er an, dass dies an die ultrarechte Plattform von Pauline Hanson, der Führerin der One-Nation-Bewegung aus den 1990er-Jahren, erinnerte.
Die StWC organisierte auch den Protest während des Besuchs von US-Vizepräsident Dick Cheney wegen seiner Rolle im Irakkrieg. Dieser Protest fand am 22. Februar während des 3-Tagesbesuchs von Cheney statt, wo über die unpopuläre Beteiligung Australiens im Irak und auch über die allgemeine Zustimmung einer Teilnahme am Krieg gegen den Terror aufgeklärt werden sollte. Ungefähr 200 Protestierenden wurde von der Polizei der Protestmarsch durch die Straßen von Sydney verweigert, die wegen höchster Sicherheitsvorkehrungen für den US-Vizepräsidenten gesperrt waren.

### Krieg im Gaza-Streifen (2008–2009)
Die StWC rief die Rudd-Regierung auf, alle Beziehungen zu Israel während dessen Bombardement in der „Operation Gegossenes Blei“ im Gaza-Streifen abzubrechen. Julia Gillard, die amtierende Premierministerin, lehnte es ab, die israelische Offensive zu kritisieren, und verurteilte stattdessen die Raketenangriffe der Hamas. 5.000 Demonstranten marschierten durch Sydney und mehr als 12.000 versammelten sich in Melbourne zum Protest gegen die Angriffe Israels im Gaza-Streifen am 18. Januar 2009, und am selben Tag gab Israel den Waffenstillstand bekannt. StWC und andere Gruppe erklärten den Waffenstillstand als Täuschung.

### APEC-Konferenz (2007)
Die StWC initiierte am 8. September 2007 die Protestdemonstration gegen die APEC-Konferenz und gegen den Besuch des früheren US-Präsidenten George W. Bush in Sydney. Die Zahlenangaben über die Protestierenden variierten stark, nach Angaben der Polizei waren es 3.000 und nach Angaben der Organisationen des Protests 10.000. Während dieses Gipfels fand die größte Sicherheitsmaßnahme in der Geschichte Australiens unter Beteiligung von 3.500 Polizisten und Sicherheitskräften sowie 1.500 Abwehrkräften statt. Der Premierminister John Howard und der Premierminister von New South Wales Morris Iemma und die Polizei wurden heftig wegen dieser Maßnahmen kritisiert, was als Taktik heavy-handed („unbarmherzige Hand“) bezeichnet wurde, weil Greg Mcleay, ein 53-jähriger Buchhalter mit seinem elf Jahre alten Sohn ohne Kaution arrestiert wurde, als er eine Straße überquerte und zu nah an eine offizielle Fahrzeugkolonne kam, eine 2,8 Meter hohe Barriere zum Schutz vor der Öffentlichkeit in der Stadt errichtet wurde, eine 600.000 AUD teure Wasser-Hochdruckkanone speziell für diesen Protest angeschafft wurde und während der Demonstration durch zahlreiche Polizeioffiziere Identifikationsnummern abgenommen worden waren.

### G20-Gipfel (2006)
Die StWC war in dem Protest gegen den G20-Gipfel anlässlich des Besuchs des ehemaligen Sicherheitschefs der USA Paul Wolfowitz in Melbourne beteiligt. Die Demonstration von etwa 2.000 friedlichen Demonstranten fand am 18. November 2006 statt, jedoch leistete in einem anderen Teil der Stadt eine kleine Gruppe von 70 Anarchisten so genannten zivilen Ungehorsam in einem Schwarzen Block und kämpfte gegen die Polizei. Anfang des folgenden Jahres verhaftete die Polizei diejenigen, von denen sie annahm, dass sie an den gewaltsamen Auseinandersetzungen in Sydney und Melbourne beteiligt waren. Die StWC kritisierte die Taktik des Schwarzen Blocks und verurteilte den Angriff als Versuch, die Führungen gegen das Treffen der APEC im Jahre 2007 in Sydney übernehmen zu wollen.

### Libanonkrieg 2006
Die StWC nahm teil am Protest gegen den Krieg Israels gegen den Libanon 2006. Am Jahrestag des Atombombenabwurfs auf Hiroshima und Nagasaki am 6. August 2006 verbrannten Protestierende in Melbourne die Fahne Israels am Parlament in Melbourne, weil der Krieg immer noch nicht beendet war. Dies führte zu öffentlicher Kritik durch einige Mitglieder der australischen Grünen von Victoria, die dort anwesend waren. Die StWC bezeichnete Israels Eindringen in den Libanon keineswegs als eine Anti-Terror-Maßnahme, sondern als einen Vernichtungskrieg und militärische Expansion.

## Observation
Im Jahr 2008 wurde von der Zeitung The Age aufgedeckt, dass die Polizei Victorias einige Aktivisten und Gruppen in Melbourne observierte, einschließlich des StWC, als in Organisationen ein Offizier der umstrittenen Security Intelligence Group als Aktivist eingeschleust wurde. Die Polizeiaktion wurde von den Aktivisten und Kommentatoren abgeurteilt.

## Assoziationen und namhafte Unterstützer
In der StWC gibt es keine formelle Mitgliedschaft, sie wird von verschiedenen Gruppen, Organisationen und Individuen gebildet. Die folgenden Organisationen, obwohl nicht vollständig aufgelistet, waren entweder organisierend, unterstützend oder zuarbeitend für die StWC tätig.
- Aid/Watch
- Andrew Ferguson
- Anti-APEC Network
- Anti-Bases Coalition
- Architects for Peace
- Australian Democrats
- Australian Greens
- Australian Lawyers Alliance
- Australian Manufacturing Workers Union
- Australian Muslim Civil Rights Advocacy Network
- Australian Student Environment Network
- Bill Hartley
- Brian Brunt
- Campaign for International Cooperation and Disarmament
- Canterbury-Bankstown Peace Group
- Carmen Lawrence
- Chilean Popular and Indigenous Solidarity Network
- Civil Rights Defence
- Coalition for Justice and Peace in Palestine
- Committee for Peace and Justice in Lebanon
- Communist Party of Australia
- Construction, Forestry, Mining and Energy Union
- Daryl Melham
- Electrical Trades Union of Australia
- Fair Go for David
- Federation of Australian Muslim Students and Youth
- Freedom Socialist Party
- Gaza Defence Committee
- Geelong Trades Hall
- General Union of Palestinian Workers
- Greenpeace Australia Pacific
- International Socialist Organisation (Australia)
- Islamic Council of Victoria
- Islamic Friendship Association
- Islamic Girls and Women’s Group
- Japanese for Peace
- Jews Against the Occupation
- John Robertson
- Just Peace Western Australia
- Justice Action
- Justice for Hicks & Habib
- Kerry Nettle
- La Trobe University SRC
- Labor Council of New South Wales
- Latin America Solidarity Network
- Maritime Union of Australia
- Marrickville Peace Group
- Medical Association for the Prevention of War
- Melbourne Palestine Solidarity Network
- Monash Student Association
- Moonie Valley Peace Network
- National Union of Students (Australia)
- New South Wales Teachers Federation
- Nuclear Free Australia
- Peace Organisation of Australia
- Pennant Hills Peace Group
- Queensland Peace Network
- Radical Women
- Refugee Action Collective (Victoria)
- Research Initiative in International Activism
- Resistance (Socialist Youth Organisation)
- RMIT Student Union
- Rod Quantock
- Socialist Alliance (Australia)
- Socialist Alternative (Australia)
- Stop Bush Coalition
- Stop G20 Collective
- Students Against War and Racism
- Students for Palestine
- Swinburne Student Union
- Sydney Korean Progressive Alliance
- Sydney University Centre for Peace and Conflict Studies
- Terry Hicks
- Union Solidarity
- Unity for Peace
- University of Melbourne Student Union
- Victorian College of the Arts Student Union
- Victorian Trades Hall Council
- Western Sydney Peace Group